# Matteo Aicardi
Pour les articles homonymes, voir Aicardi.
Matteo Aicardi (né le 19 avril 1986 à Finale Ligure) est un joueur de water-polo italien, avant-centre de la Pro Recco.
Il remporte la médaille d'argent aux Jeux olympiques de 2012 à Londres.
Il fait partie de l'équipe nationale italienne lors des Championnats du monde de natation 2015 à Kazan.